# Gare de Mazingarbe
La gare de Mazingarbe est une gare ferroviaire française de la ligne d'Arras à Dunkerque-Locale, située sur le territoire de la commune de Mazingarbe, dans le département du Pas-de-Calais, en région Hauts-de-France. 
La Compagnie des chemins de fer du Nord ouvre un arrêt facultatif vers 1900 et une halte dans les années 1920. C'est une halte voyageurs de la Société nationale des chemins de fer français (SNCF), desservie par des trains TER Hauts-de-France.

## Situation ferroviaire
Établie à 44 mètres d'altitude, la gare de Mazingarbe est située au point kilométrique (PK) 221,522 de la ligne d'Arras à Dunkerque-Locale, entre les gares de Bully - Grenay et de Nœux-les-Mines.

## Histoire

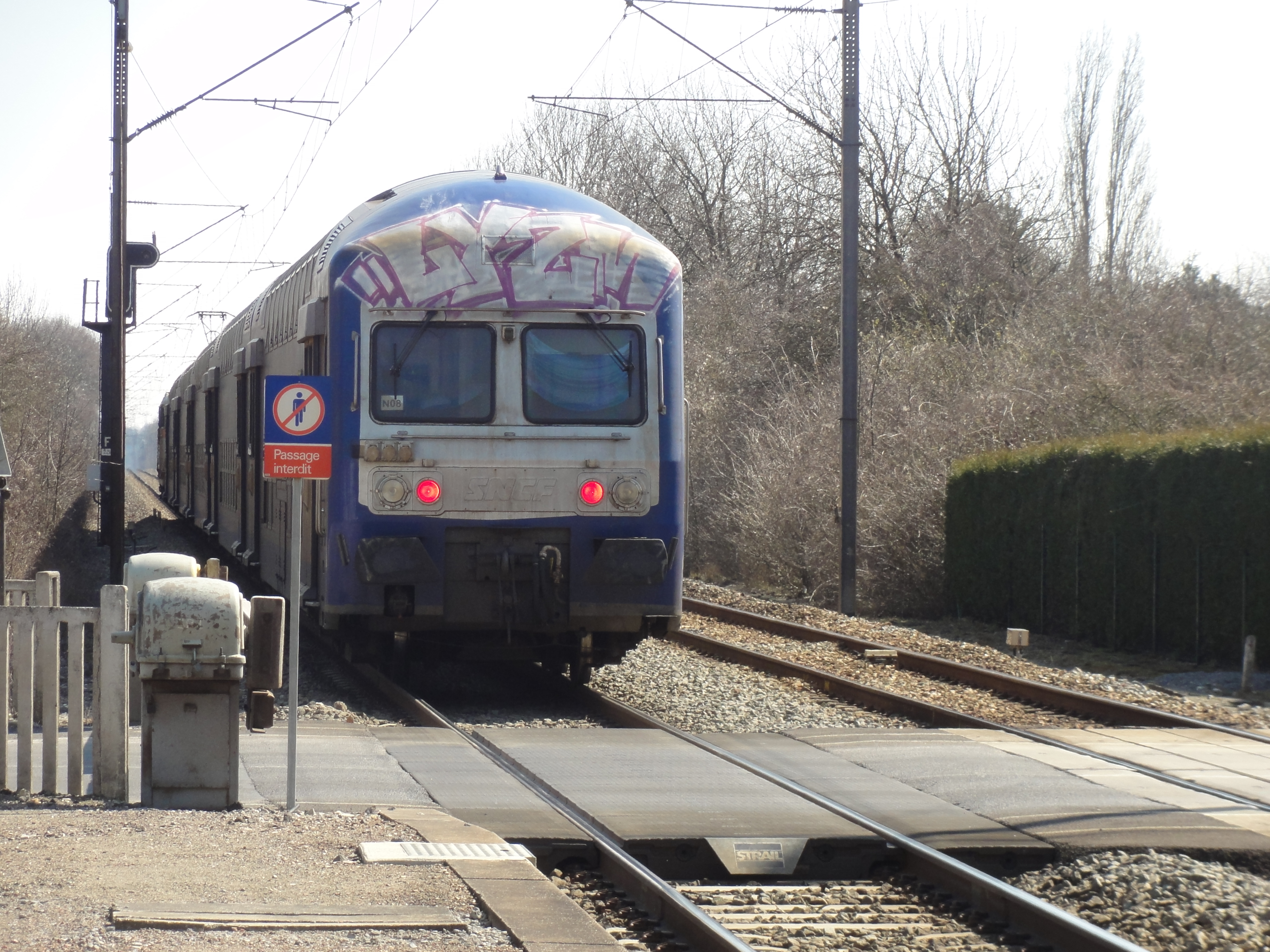
Un TER quittant la gare de Mazingarbe.

En 1893, le préfet informe le Conseil général du Pas-de-Calais d'une réponse négative du ministre des travaux publics au vœu d'établir une halte au passage à niveau de Mazingarbe. La Compagnie des chemins de fer du Nord a chiffré le coût de cette ouverture à environ 13 000 fr, mais la mairie de Mazingarbe ne proposant qu'une subvention de 100 fr le projet ne peut être maintenu.
En 1925 le Conseil général adopte un vœu pour transformer l'arrêt facultatif en halte, il argumente sur le fait qu'il dessert une population, d'environ 20 000 habitants, qui réside sur le territoire des communes de Mazingarbe et Sains-en-Gohelle et qu'ils doivent aller dans les gares de Bully ou de Nœux pour prendre le train vers Béthune ou Lens.
Il n'y a toujours pas d'abri sur les quais de la halte de Mazingarbe en 1934, lors de la discussion il est indiqué : « que les voyageurs de Mazingarbe et de Liévin ne fussent pas d'éternels déshérités, et qu'à défaut de gare ils méritent bien d'avoir au moins un refuge pour les protéger des intempéries. ».

## Service des voyageurs

### Accueil
Halte SNCF, c'est un point d'arrêt non géré (PANG) à accès libre.
La traversée des voies et le passage d'un quai à l'autre se fait par le passage à niveau routier.

### Desserte
Mazingarbe est desservie, uniquement les samedis, dimanches et fêtes, par des trains TER Hauts-de-France qui effectuent des missions entre les gares d'Arras et d'Hazebrouck.

### Intermodalité
Le stationnement des véhicules est possible à proximité de l'entrée de la halte.